# Рабочий посёлок Бутурлино
Рабочий посёлок Бутурлино — городское поселение в Бутурлинском районе Нижегородской области Российской Федерации.
Административный центр — рабочий посёлок Бутурлино.

## История
Городское поселение рабочий посёлок Бутурлино образовано Законом Нижегородской области от 15 июня 2004 года № 60-З «О наделении муниципальных образований — городов, рабочих посёлков и сельсоветов Нижегородской области статусом городского, сельского поселения», установлены статус и границы муниципального образования.

## Население
| 2002  | 2008  | 2009  | 2010  | 2011  | 2012  | 2013  |
| ----- | ----- | ----- | ----- | ----- | ----- | ----- |
| 7573  | ↘6680 | ↘6593 | ↗6934 | ↗6938 | ↘6913 | ↗6914 |
| 2014  | 2015  | 2016  | 2017  | 2018  | 2019  | 2020  |
| ↘6894 | ↗6909 | ↘6855 | ↘6832 | ↗6869 | ↘6839 | ↘6835 |

## Состав городского поселения
| № | Населённый пункт | Тип населённого пункта                  | Население |
| - | ---------------- | --------------------------------------- | --------- |
| 1 | Бутурлино        | рабочий посёлок, административный центр | ↗6906     |
| 2 | Кеславь          | деревня                                 | →170      |
| 3 | Мисюриха         | село                                    | ↘1        |
| 4 | Смагино          | село                                    | ↘323      |
| 5 | Софьино          | деревня                                 | ↘12       |
| 6 | Филиппово        | деревня                                 | ↘15       |
| 7 | Яблонка          | село                                    | →1        |